# Stopnie służbowe energetyki
Stopnie służbowe energetyki (zwane w akcie prawnym "stopnie energetyczne") – zostały ustanowione na mocy Uchwały nr 115/84 Rady Ministrów z dnia 27 sierpnia 1984 r. w sprawie stopni energetycznych oraz służbowych mundurów dla pracowników energetyki „w uznaniu dla ciężkiej i odpowiedzialnej pracy oraz zasług dla energetyki, w celu podniesienia rangi i umocnienia więzi zawodowej pracowników energetyki”. Rozporządzenie to ustanawiało także umundurowanie wyjściowe i służbowe dla niektórych kategorii pracowników energetyki:
- Pracowników zakładów energetycznych okręgów;
- Pracowników jednostek organizacyjnych Dyspozycji Mocy;
- Pracowników przedsiębiorstw budowy sieci elektroenergetycznych;
- Pracowników przedsiębiorstw budownictwa energetycznego;
- Pracowników przedsiębiorstw remontowo-produkcyjnych energetyki;
- Pracowników przedsiębiorstw przemysłu maszyn energetycznych;
- Pracowników jednostek organizacyjnych zaplecza naukowo-badawczego, pomiarowo-badawczego i jednostek projektowych;
- Pracowników szkół energetycznych;
- Pracowników jednostek organizacyjnych nadzorujących i koordynujących[1].

## Zasady nadawania stopni
Warunkiem nadania stopnia było zajmowanie określonego stanowiska służbowego w resorcie energetyki lub pełnienie funkcji związanej z tym zawodem, posiadanie odpowiedniego wykształcenia, jak również „odpowiednia postawa ideowo-moralna dająca rękojmię należytego wykonywania zadań zawodowych”. 
Zarządzenie nr 16 Ministra Górnictwa i Energetyki z 28 sierpnia 1984 r. (wraz z późniejszymi zmianami) określało, że stopnie generalnego dyrektora i dyrektora energetyki mogły być nadawane osobom posiadającym wyższe wykształcenie, stopnie inżyniera i technika osobom posiadającym odpowiednio wyższe i średnie wykształcenie techniczne, a energetyka i aspiranta — osobom posiadającym wykształcenie zasadnicze zawodowe lub równorzędne kwalifikacje. Określało ono także, że do nadania stopnia po raz pierwszy wymagany był minimum 2-letni staż na zajmowanym stanowisku. Osoby bez wykształcenia zasadniczego zawodowego obowiązywał staż minimum 3-letni, a pracowników przedsiębiorstw budownictwa energetycznego i przedsiębiorstw remontowo-produkcyjnych energetyki — minimum 5-letni przy pracach związanych z energetyką.
Stopnie nadawane były raz w roku z okazji Dnia Energetyka. Mianowany na stopień otrzymywał dyplom nadania stopnia energetycznego i legitymację.
Uprawnionymi do nadawania stopni energetycznych byli:
- Generalnego Dyrektora Energetyki Polskiej — Prezes Rady Ministrów;
- Generalnego dyrektora i dyrektora — Minister Górnictwa i Energetyki;
- Inżyniera energetyka — Minister Górnictwa i Energetyki lub dyrektor przedsiębiorstwa energetycznego;
- Pozostałych stopni — dyrektorzy zakładów energetycznych i innych właściwych jednostek zajmujących się problematyką energetyczną[1].

## Opis dystynkcji
Dystynkcje noszone były na kołnierzach marynarek wyjściowych oraz wiatrówek, a także na czapkach mundurowych męskich i beretach damskich.
Dystynkcje noszone na kołnierzach miały kształt równoległobocznych patek o wymiarach 35x65 mm, wykonanych z aksamitu koloru granatowego. Na patkach umieszczane były oznaki grup stopni wyszywane bajorkiem koloru złotego. Oznaczenia pojedynczych stopni w poszczególnych grupach miały postać emaliowanych na kolor granatowy rozetek wykonanych z żółtego metalu z wytłoczoną na nich błyskawicą. Rozetki noszone były w ilości od jednej (III stopień) do trzech (I stopień). 
Dystynkcje Generalnego Dyrektora Energetyki Polskiej w randze ministra miały postać wyszytego ornamentu w postaci liści dębowych, żołędzi i godła energetycznego. Generalny Dyrektor Energetyki Polskiej w randze podsekretarza stanu nosił bortę generalską i 4 rozetki. 
Na czapkach mundurowych męskich dystynkcje noszono na otokach, a na beretach damskich z lewej strony godła.

## Wykaz stopni służbowych i odpowiadających im stanowisk
| Oznaka stopnia | Nazwa stopnia                                               | Stanowisko służbowe |
| -------------- | ----------------------------------------------------------- | --- |
|                | Aspirant energetyk III stopnia                              | pracownicy bez kwalifikacji zatrudnieni na stanowiskach robotniczych, posiadający wymagany staż pracy. |
|                | Aspirant energetyk II stopnia                               | pracownicy na stanowiskach robotniczych przyuczeni do zawodu, posiadający wymagany staż pracy. |
|                | Aspirant energetyk I stopnia                                | - absolwenci zasadniczych szkół zawodowych resortu górnictwa i energetyki, którzy ukończyli naukę z 1 – 5 lokatą i są zatrudnieni w jednostkach organizacyjnych uprawnionych do nadawania stopni energetycznych; - pracownicy na stanowiskach robotniczych przyuczeni do zawodu posiadający staż pracy wyższy od wymaganego |
|                | Energetyk III stopnia                                       | wykwalifikowany robotnik z ukończoną zasadniczą szkołą zawodową lub kwalifikacjami równorzędnymi. |
|                | Energetyk II stopnia                                        | wykwalifikowany monter, mechanik, elektryk, energetyk, obchodowy urządzeń, spawacz, operator posiadający uprawnienia kwalifikacyjne eksploatacji. |
|                | Energetyk I stopnia                                         | brygadzista. |
|                | Technik energetyk III stopnia                               | - referent, kontysta, magazynier; - brygadzista ze średnim wykształceniem. |
|                | Technik energetyk II stopnia                                | - mistrz (majster), starszy inspektor, inspektor, kasjer, księgowy; - nauczyciel zawodu (z wykształceniem średnim). |
|                | Technik energetyk I stopnia                                 | starszy mistrz (starszy majster). |
|                | Inżynier energetyk III stopnia                              | - starszy specjalista, specjalista w przedsiębiorstwie zajmującym się problematyką energetyczną oraz przedsiębiorstwie remontowo-produkcyjnym, budownictwa energetyki, produkcji maszyn i urządzeń energetycznych; - starszy mistrz (starszy majster) i mistrz (majster) z wykształceniem wyższym; - starszy projektant i projektant w biurze projektów. |
|                | Inżynier energetyk II stopnia                               | - specjalista w przedsiębiorstwie, w zakładzie energetycznym okręgu; - kierownik działu, wydziału, główny specjalista w zakładzie zajmującym się problematyką energetyczną oraz przedsiębiorstwie remontowo-produkcyjnym, produkcji maszyn i urządzeń energetycznych, budownictwa energetycznego; - starszy specjalista i specjalista w zakładzie energetycznym, elektrowni, elektrociepłowni, ciepłowni; - inżynier budowy; - nauczyciel zawodu (z wykształceniem wyższym). |
|                | Inżynier energetyk I stopnia                                | - starszy specjalista, specjalista w przedsiębiorstwie zajmującym się problematyką energetyczną oraz przedsiębiorstwie remontowo-produkcyjnym, budownictwa energetyki, produkcji maszyn i urządzeń energetycznych; - starszy mistrz (starszy majster) i mistrz (majster) z wykształceniem wyższym; - starszy projektant i projektant w biurze projektów. |
|                | Dyrektor energetyki III stopnia                             | - kierownik rejonu energetycznego; - kierownik zakładu w przedsiębiorstwie zajmującym się problematyką energetyczną; - zastępca kierownika zakładu i główny księgowy w przedsiębiorstwie zajmującym się problematyką energetyczną; - zastępca dyrektora oddziału (budowy); - kierownik wydziału, główny specjalista w Przedsiębiorstwie Budownictwa Elektroenergetycznego „Elbud”; - pracownik na samodzielnym stanowisku pracy w Ministerstwie Górnictwa i Energetyki; - dyspozytor Państwowej Dyspozycji Mocy; - generalny projektant; - dyrektor szkoły przyzakładowej; - zastępca dyrektora zespołu szkół energetycznych. |
|                | Dyrektor energetyki II stopnia                              | - zastępca dyrektora i główny księgowy zakładu w okręgu energetycznym, zakładu remontowego energetyki, zakładu wykonawstwa sieci elektrycznych, zakładu budowy sieci elektrycznych; - zastępca dyrektora i główny księgowy przedsiębiorstwa zajmującego się problematyką energetyczną oraz kierownik zakładu; - zastępca dyrektora i główny księgowy biura projektów; - główny specjalista, kierownik wydziału w zakładach energetycznych okręgu, Państwowej Dyspozycji Mocy, biura zrzeszenia predsiębiorstw remontowo-produkcyjnych energetyki, budownictwa energetycznego, producentów maszyn i urządzeń energetycznych; - kierownik Okręgowej Dyspozycji Mocy; - dyrektor oddziału (budowy); - starszy specjalista w Ministerstwie Górnictwa i Energetyki; - dyrektor zespołu szkół energetycznych. |
|                | Dyrektor energetyki I stopnia                               | - dyrektor zakładu w okręgu energetycznym, zakładu remontowego energetyki, zakładu wykonawstwa sieci elektrycznych, zakładu budowy sieci elektrycznych; - dyrektor przedsiębiorstwa zajmującego się problematyką energetyczną; - dyrektor biura projektów; - główny specjalista, naczelnik wydziału w MGiE; - dyrektor wielkiego zespołu budów; - docent w jednostce naukowo-badawczej zajmującej się problematyką energetyczną. |
|                | Generalny dyrektor energetyki III stopnia                   | - wicedyrektor departamentu w MGiE; - zastępca dyrektora i główny księgowy zakładów energetycznych okręgu; - zastępca dyrektora i główny księgowy biura zrzeszenia przedsiębiorstw budownictwa energetycznego, remontowo-produkcyjnego energetyki, producentów maszyn i urządzeń energetycznych; - zastępca dyrektora i główny księgowy Państwowej Dyspozycji Mocy; - zastępca dyrektora i główny księgowy przedsiębiorstwa budowy sieci elektroenergetycznych; - zastępca dyrektora i główny księgowy, sekretarz naukowy, profesor w jednostce naukowo-badawczej zajmującej się problematyką energetyczną. |
|                | Generalny dyrektor energetyki II stopnia                    | - dyrektor departamentu w MGiE; - dyrektor zakładów energetycznych okręgu; - dyrektor biura zrzeszenia przedsiębiorstw budownictwa energetycznego, remontowo-produkcyjnego energetyki, producentów maszyn i urządzeń energetycznych; - dyrektor Państwowej Dyspozycji Mocy; - dyrektor przedsiębiorstwa budowy sieci elektroenergetycznych; - dyrektor jednostki naukowo-badawczej zajmującej się problematyką energetyczną. |
|                | Generalny dyrektor energetyki I stopnia                     | podsekretarz stanu i dyrektor w ministerstwie zajmujący się problematyką energetyczną oraz inne osoby szczególnie zasłużone dla energetyki. |
|                | Generalny Dyrektor Energetyki Polskiej — podsekretarz stanu | podsekretarz stanu lub dyrektor generalny w MGiE — na wniosek ministra. |
|                | Generalny Dyrektor Energetyki Polskiej — minister           | Minister Górnictwa i Energetyki |